# Vallée Brown
Pour les articles homonymes, voir Brown.
La vallée Brown (en anglais Brown Valley) est une vallée située en Antarctique. Elle se trouve entre le mont Kauffman et le mont Kosciusko au nord de la chaîne Ames.
Elle a été cartographiée par l'USGS à partir de relevés de terrain et de photos aériennes de l'US Navy en 1964-1968. Elle a été nommée par l'US-ACAN d'après Thomas I. Brown, météorologue de l'United States Antarctic Program à la station Byrd en 1963.

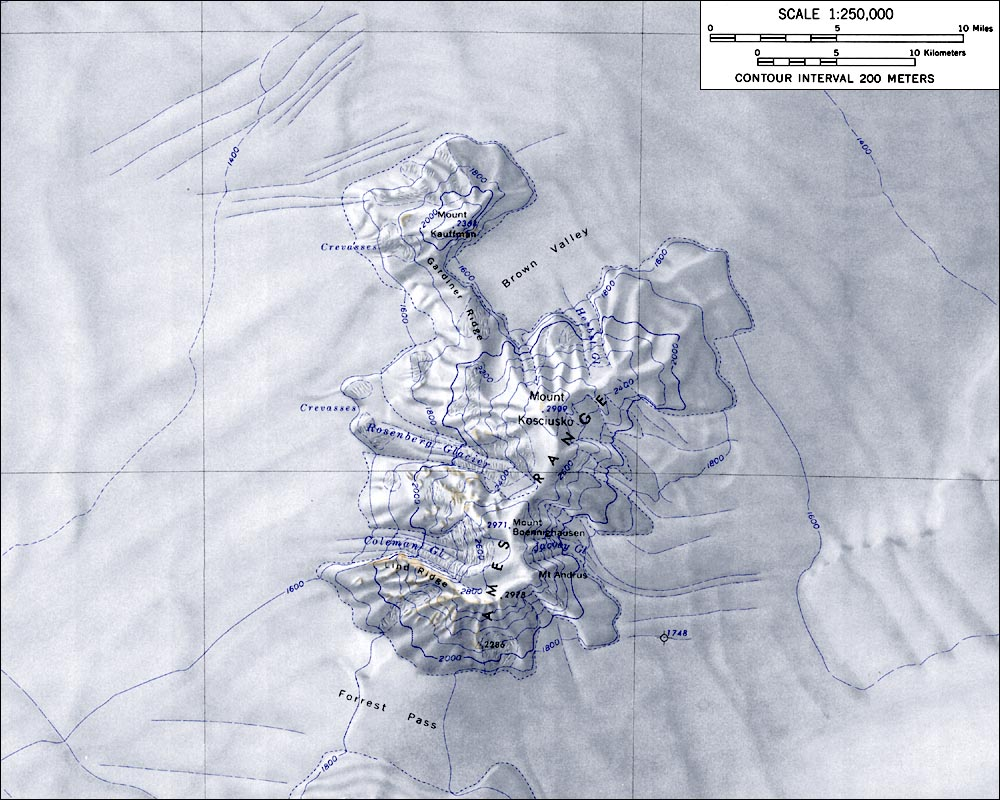
Carte topographique de la chaîne d'Ames (échelle 1/250000) extraite de l'USGS Mount Kosciusko.